# Heinkel HD 34
Die Heinkel HD 34 war ein deutscher Bomber und Aufklärungsflugzeug der Ernst Heinkel Flugzeugwerken in Warnemünde aus der zweiten Hälfte der 1920er Jahre. Das Kürzel HD steht für Heinkel Doppeldecker.

## Geschichte
Im Rahmen des ersten von der Reichswehr initiierten geheimen Luftrüstungsprogramms von 1927 trat der bei der Dienststelle WaPrüf  6 F des Heereswaffenamts beschäftigte Hauptmann Kurt Student im August des Jahres an Heinkel heran und erteilte den Auftrag für die Entwicklung eines zweimotorigen Bombers und Fernaufklärers. Aus Gründen der Verschleierung agierte das Reichsverkehrsministerium als Auftraggeber für den offiziell als „Land-Mehrzweckflugzeug“ bezeichneten Entwurf. Heinkel stellte noch 1927 eine Attrappe in Originalgröße fertig, die zum Studium für die Raumaufteilung und Unterbringung von Ausrüstung und Instrumenten diente. 1928 folgte dann die Fertigung eines Musterflugzeugs mit der Werknummer 287. Der Bau wurde in der ersten Jahreshälfte abgeschlossen und das als HD 34 bezeichnete Muster absolvierte im Frühsommer seinen Erstflug. Längere Tests konnten mit dem Flugzeug allerdings nicht absolviert werden, denn noch bevor eine Registrierung und die Vergabe eines Kennzeichens erfolgen konnte, musste schon am 25. Juni 1928 Heinkels Chefpilot Stephan von Prondzynski die HD 34 nach Motorversagen westlich des Breitlings nahe der Arado Flugzeugwerke notlanden, wobei sie irreparabel beschädigt wurde; der Flugzeugführer erlitt nur leichte Verletzungen. Das Programm wurde nach diesem Vorfall nicht weiter fortgeführt.

## Konstruktion
Die HD 34 war ein verspannter und einstielig verstrebter Doppeldecker in Gemischtbauweise. Der Rumpf bestand aus einem geschweißten und mit Draht ausgekreuzten Stahlrohrgerüst mit rechteckigem Querschnitt, gewölbtem Rumpfrücken und in einer senkrechten Schneide auslaufend. Flugzeugführer und Beobachter saßen hintereinander in zwei getrennten, offenen Kabinen. Im Beobachterstand war ein aus drei Kameras bestehendes Reihenbildgerät und ein F.T.-Gerät mit ausfahrbarer Schleppantenne untergebracht. Als Bewaffnung sollte der Pilot zwei vor ihm auf dem Rumpfrücken platzierte, fest eingebaute Maschinengewehre mit Trommelmagazinen bedienen, für den Beobachter war eine Drehringlafette mit einem beweglichen Zwillings-MG vorgesehen.
Die Tragflächen bestanden aus zwei hölzernen Kastenholmen, Rippen und Gurten aus Spruce und Stegen aus Sperrholz. Die Vorderkanten waren mit Sperrholz beplankt, das restliche Gerüst mit Stoff bespannt. Die obere Tragfläche wies eine größere Spannweite und Tiefe als die untere auf. Beide waren durch N-Streben in einer Ebene miteinander verbunden und besaßen Querruder, wobei nur die unteren direkt durch den Flugzeugführer angesteuert wurden, die die Bewegung durch Stoßstangen auf die oberen Querruder übertrugen.
Das Leitwerk war in Normalbauweise ausgeführt und umfasste Flossen und Ruder aus stoffbespannten Stahlrohrgerüsten. Die Höhenflosse war zum Rumpf hin verstrebt. Sowohl Seiten- als auch Höhenruder waren aerodynamisch ausgeglichen. Die HD 34 war mit einem starren Fahrwerk mit Haupträdern zweigeteilter Achse und druckgummigefederten vorderen Streben ausgerüstet. Am Heck befand sich ein gummigefederter Schleifsporn.

## Technische Daten
| Kenngröße                                | Daten |
| ---------------------------------------- | --- |
| Besatzung                                | 2 |
| Spannweite                               | 18,0 m |
| Länge                                    | 11,73 m |
| Höhe                                     | 4,84 m |
| Flügelfläche                             | 85,4 m² |
| Rüstmasse                                | 3000 m |
| Zuladung                                 | 1500 kg |
| Startmasse                               | 4500 kg |
| Antrieb                                  | zwei wassergekühlte Zwölfzylinder-Viertakt-V-Motoren mit je einer starren Holzluftschraube (Ø 3,25 m, {\displaystyle m} 2,3 m) |
| Typ                                      | BMW VI 7,3Z |
| Startleistung Nennleistung Dauerleistung | 750 PS (552 kW) bei 1650/min 650 PS (478 kW) bei 1575/min 500 PS (368 kW) bei 1530/min in 700 m Höhe                           |
| Höchstgeschwindigkeit                    | 266 km/h |
| Steiggeschwindigkeit                     | 9,3 m/s |
| Landegeschwindigkeit                     | 86 km/h |
| Steigzeit                                | 1,48 min auf 1000 m Höhe |
| Dienstgipfelhöhe                         | 7600 m |
| Bewaffnung (projektiert)                 | zwei starre MG, je 1000 Schuss ein bewegliches Zwillings-MG, je 1000 Schuss                                                    |
| Abwurfmunition (projektiert)             | 40 12-kg-Bomben |